# Ramalama (Me on Your Side)
Ramalama (Me on Your Side) är The Facers tredje och sista EP, utgiven 1999.

## Låtlista
Alla låtar är skrivna av The Facer.
1. "Ramalama (Me on Your Side)"
2. "Heart Trucker"
3. "Asphalt" (demoversion)
4. "White Trash" (demoversion)